# 最教寺 (平戸市)

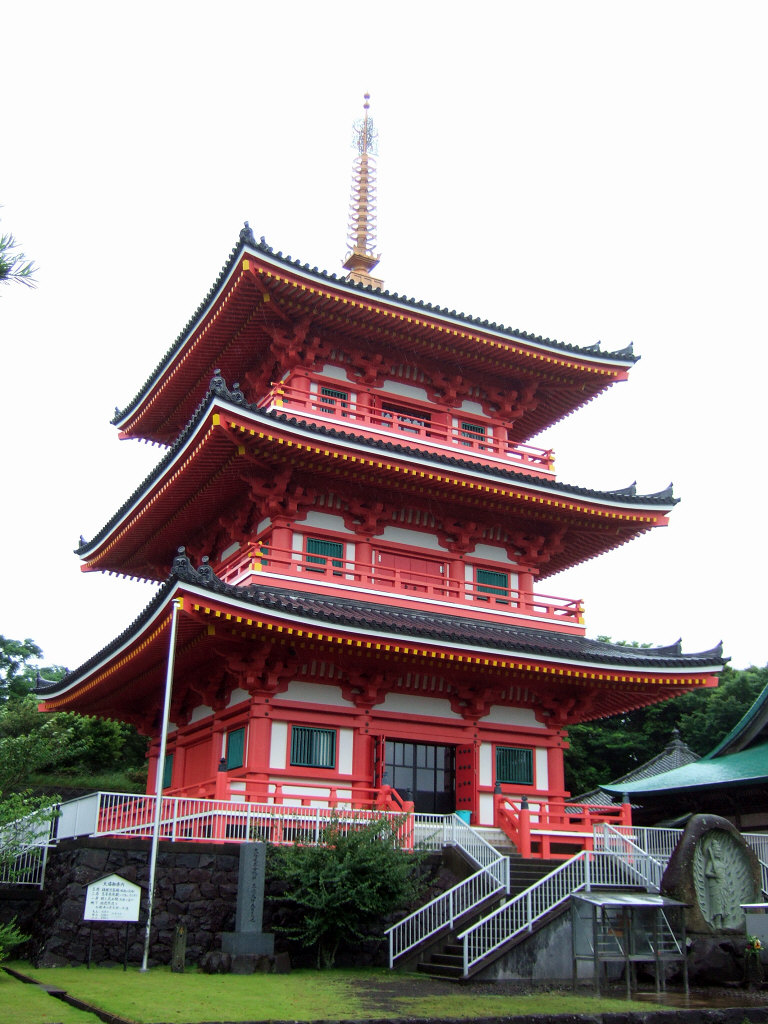
三重塔（2008年6月撮影）

最教寺（さいきょうじ）は、長崎県平戸市にある真言宗智山派の仏教寺院。山号は高野山（こうやさん）。本尊は虚空蔵菩薩像。
「西の高野山」とも称される。

## 概要
現在の寺は1607年（慶長12年）、平戸藩初代藩主の松浦鎮信により建立された。鎮信の墓所も当寺境内にある。
本尊は虚空蔵菩薩像。奥の院は再興時のもの（1609年建立）、本堂は江戸時代中期の再建になり、境内の三重塔は1989年（平成元年）建立で、三重塔としては日本でも最大級のものである。
鎮信以来、歴代平戸藩主の松浦氏の帰依を受け、松浦氏から奉納された品々等の寺宝を境内の霊宝館に展示している。
九州八十八ヶ所霊場の第77番札所。

## 歴史
伝承によれば、当寺がある場所は日本に真言宗を伝えた空海（弘法大師）が唐から帰国して初めて護摩を焚いたところと言われ、真言宗に帰依していた鎮信はこの地に寺院の建立を思い立った。しかし、当時この場所には曹洞宗の勝音院という寺院があり、鎮信は移転を要望したが住職の竜呑はこれを拒否し、最終的に鎮信は勝音院を住職諸共焼き払ってその跡地に最教寺を復興したという。
その後、鎮信はしばしば竜呑と弟子の英鉄の霊に悩まされていたが、ある時当寺に参詣していたところ、赤子の泣き声で亡霊が退散しその後悩まされることがなくなったという言い伝えがあり、当寺ではこれを起源とする「子泣き相撲」が毎年2月3日の節分の日に行われている。

## 拝観料・時間
- 霊宝館、三重塔 - 共通券400円、8:30～17:00（霊宝館の休館日は毎週木曜日[2]）
- 境内 - 無料、時間制限なし

## 文化財
重要文化財
- 絹本着色仏涅槃図

長崎県指定文化財
- 最教寺の懸仏
- 最教寺の繍帳誕生仏一幅